# Bevakningskompani
Ett bevakningskompani eller hemvärnsbevakningskompani är ett militärt lätt infanteriförband inom det svenska Hemvärnet. Förbandets stridsuppgifter är likt ett normalt skytteförband, dock betydligt mer defensivt och är fokuserat kring fem huvuduppgifter. Dessa är:
- Bevaka tre plutonsobjekt eller knutpunkter alternativt ett kompaniobjekt eller knutpunkt mot sabotage
- Skydda tre plutonsobjekt eller knutpunkter alternativt ett kompaniobjekt eller knutpunkt mot sabotage
- Ytövervaka inom tilldelat område och i uttalat syfte
- Försvara tre plutonsknutpunkter/områden alternativt en kompaniknutpunkt-/område under begränsad tid
- Störa en motståndares verksamhet inom tilldelat område under lång tid

Hvbevakningskompani ingående i hvbataljon med marina uppgifter har ytterligare förmågor.
Det som skiljer bevakningskompanier från insatskompanier inom Hemvärnet är:
- tjänstgöringskravet är lägre (4-dygnskontrakt jämfört med insatskompaniernas 8-dygnskontrakt). Utöver detta tillkommer ett antal frivilliga utbildningar och kurser.
- något högre medelålder.
- något lägre krav på fysisk och psykisk hälsa.
- inga egna fordon för transport.
- kan inte ledas under förflyttning.
- kan inte verka i ett CBRN-kontaminerat område.